# Фельцман, Оскар Борисович
Оска́р Бори́сович Фе́льцман (18 февраля 1921, Одесса —  3 февраля 2013, Москва) — советский и российский композитор, пианист. Народный артист РСФСР (1989).

## Биография
Оскар Борисович Фельцман родился 18 февраля 1921 года в Одессе на Малой Арнаутской, 46 в еврейской семье. Отец — хирург-ортопед Борис Иосифович Фельцман, мать — Циля Абрамовна Фельцман (1899—1984). В 1933 году по эскизам Б. И. Фельцмана было начато строительство детского санатория на 350 коек «Люстдорф» под Одессой для больных костно-суставным туберкулёзом, который Борис Иосифович возглавил по окончании строительства. Отец профессионально играл на фортепиано. 
В возрасте пяти лет Оскар Фельцман начал заниматься игрой на скрипке с известным педагогом Петром Столярским, однако вскоре перешёл в класс фортепиано. Игре на рояле он обучался у Берты Рейнгбальд, у которой занимались Эмиль Гилельс, Татьяна Гольдфарб и другие известные пианисты. Первая фортепианная пьеса Оскара Фельцмана — «Осень» появилась через год, когда ему было шесть лет. В 1939 году О. Фельцман окончил школу имени П. С. Столярского, по классу композиции занимался у профессора Николая Вилинского. В 1939—1941 годах учился в Московской консерватории (класс композиции В. Я. Шебалина).
В 1941 г. Фельцман был эвакуирован в Новосибирск, где в возрасте 20 лет был назначен секретарём Сибирского отделения Союза композиторов СССР. В Новосибирске Фельцман писал музыку для филармонии, Ленинградского Александринского театра, работал заведующим музыкальной частью Белорусского государственного Еврейского театра (БелГОСЕТа). В тот же период Фельцман написал оперетту по пьесе Валентина Катаева «Синий платочек», которая была разгромлена в газете «Правда».
В 1941 году в Новосибирске Оскар Фельцман женился на студентке дирижёрско-хорового факультета Московской консерватории Евгении Петровне Кайдановской (1920—2000). В Москву он вернулся с женой в 1945 году. Временно поселились у родственников в Кривоарбатском переулке.
В 1948 году в Московском театре оперетты состоялась премьера музыкальной комедии «Воздушный замок». В 1952 году состоялись ещё две премьеры — в Московском театре оперетты — «Суворочка» и в Театре Станиславского и Немировича-Данченко — «Шумит Средиземное море». Фельцман также начал писать музыку к цирковым номерам, эстрадным представлениям, постановкам для детей Натальи Сац.
В 1952 году Оскар Фельцман написал «Концерт для скрипки с оркестром» в трёх частях.
В том же году для пародийного театра «Синяя птичка» он написал свою первую песню — «Теплоход» на стихи В. Драгунского и Л. Давидович. В 1954 году её исполнил по телевидению и сделал запись на радио (вышла на пластинке в 1956 году) Леонид Утёсов.
Большую популярность приобрела песня «Ландыши», написанная на стихи Ольги Фадеевой и впервые исполненная Геленой Великановой. В советской прессе песня была признана мещанской, идеологически несостоятельной. Тем не менее, и эта и другие его песни постоянно звучали на радио и в концертах.
Из периода «Ландышей» композитор выделял песню на слова Г. Ходосова «Мой Вася». Она очень быстро стала популярной в исполнении Нины Дорды, но столь же часто критиковалась «глашатаями» культуры.
В 1967 году на радио организовали передачу С добрым утром! Фельцмана попросили написать для неё песню, которая стала бы звуковыми позывными, каждое воскресенье возвещавшими, что «воскресенье – день веселья». Песня была написана на слова Ольги Фадеевой, а спел её Марк Бернес. Песни Фельцмана, впервые прозвучавшие в «Добром утре»: «Ландыши», «Комсомольцы двадцатого года», «Рулатэ», «Я верю, друзья», «Венок Дуная», «Стоят дворцы, стоят вокзалы», «Ходит песенка по кругу», «Белый свет», «Ничего не вижу...», «Фронтовики, наденьте ордена», «Огромное небо», «Огонь Прометея», «Стань человеком», «Баллада о знамени», «Баллада о красках», «Баллада о бессмертии», «Возвращение романса», «Вальс при свечах», «Дочери», цикл «С любовью к женщине», «Одинокая», «Мир дому твоему», «За полчаса до весны», «Остров детства», «Жеребенок» и другие. 
В песенном творчестве Оскар Фельцман сотрудничал с разными поэтами, среди которых Андрей Вознесенский, Расул Гамзатов, Евгений Долматовский, Михаил Матусовский, Игорь Кохановский, Марк Лисянский, Лев Ошанин, Роберт Рождественский, Владимир Харитонов, Игорь Шаферан, Михаил Танич, В. Орлов, Наум Олев, Михаил Рябинин.
Песни Фельцмана исполняли мастера советской и российской эстрады: Леонид Утёсов, Марк Бернес, Владимир Трошин, Иван Шмелев, Эдита Пьеха, Валентина Толкунова, Вероника Круглова, Иосиф Кобзон, Муслим Магомаев, Эдуард Хиль, Юрий Гуляев, Георг Отс, Михаил Чуев, Лев Лещенко, Капиталина Лазаренко, Олег Анофриев, Мария Пахоменко, Леонид Серебренников, Ирина Аллегрова, София Ротару, Леонид Екимов, Анна Герман и многие другие.
Большой популярностью пользовались и пользуются песни Фельцмана в исполнении Эдиты Пьехи: «Огромное небо», «Белый свет», «Венок Дуная», «Манжерок», «Ничего не вижу» и др. Фельцман называл Э. Пьеху своей любимой исполнительницей.
В начале 1970-х годов участвовал в составе жюри популярного телевизионного конкурса «Алло, мы ищем таланты!».
В 1973 году был снят фильм-концерт «Песни Оскара Фельцмана».
В 1973 году Оскар Фельцман написал музыку к опереттам «Тётка Чарлея», «Старые дома» и «Пусть гитара играет» — все три с большим успехом шли в Свердловском академическом театре музыкальной комедии. В середине 1980-х годов Фельцман организовал для своих авторских концертов инструментальный ансамбль «Огни Москвы» с солисткой Ириной Аллегровой. После выступлений в течение двух лет, после инфаркта композитора, ансамбль был передан композитору Давиду Тухманову.
В конце 1980-х годов Оскар Фельцман почувствовал особую тягу к еврейской музыке. 
В 1987 году Оскар Фельцман написан вокальный цикл «Песни былого», музыку к нескольким еврейским народным песням по тексту книги «Песни былого. Из еврейской народной поэзии» (в переводе Наума Гребнева — М., 1986). Исполнил цикл этих песен Иосиф Кобзон.
В 70-е и 80-е Оскар Борисович ежегодно становился лауреатом фестиваля Песня года.
В конце 1990-х годов Фельцман написал 12 песен на стихи Юрия Гарина. Композитор исполнял их в Одессе на авторском концерте в дни празднования 200-летия города. Эти песни исполняют в том числе Алла Иошпе и Стахан Рахимов, Клара Новикова.
Всего Фельцманом было написано 1500 песен.
Оскар Фельцман написал также ряд камерных произведений: «Десять романсов на стихи Инны Лиснянской», «Цикл романсов на стихи Марины Цветаевой», «Цикл песен на стихи Хаима Бялика».
В 1991 году в Москве состоялся Авторский вечер Оскара Фельцмана «Я Вас люблю, я думаю о Вас…».
В мае 1995 года Оскар Борисович оказался в городе Ноябрьске на праздновании юбилея Победы, после чего появились пять песен, впоследствии они были записаны Валентиной Толкуновой, Леонидом Серебренниковым, В. Шивриным в сопровождении оркестра Большого театра. Издано 20 тысяч аудиокассет, 10 тысяч сборников нот. А для телевидения снято пять клипов. Песня«Домой, домой» стала гимном этого города.
С Ноябрьском связано и появление балета «Булочка» (либретто А. Агамирова). Это сочинение было подсказано жизнью северного города, его культурным развитием. Работа над балетом была связана с предстоящим открытием хореографического училища. Премьера была осуществлена силами учащихся и педагогов этого учебного заведения. Запись музыки была осуществлена в Москве оркестром Большого театра, в мастерских которого сделали и декорации этого спектакля.
В 1997 году вышла книга Оскара Фельцмана «Костюм от Фишмана и другое».
20 февраля 1999 года в Москве в ГЦКЗ «Россия» состоялся концерт «Огромное небо» к 65-летию творческой деятельности.
В 2000 году для «Русского балета» Вячеслава Гордеева композитором был написан балет по мотивам новеллы Проспера Мериме «Венера Ильская» (либретто В. Гордеева и О. Фельцмана).
18 февраля 2001 года в Центральном концертном зале «Россия» состоялся юбилейный концерт композитора. К своему 80-летию Оскар Борисович написал много новой музыки, и в этот вечер состоялись премьеры многих его произведений. Особняком стоит еще один проект, реализованный Оскаром Борисовичем, – диск под названием «Еврейское счастье», на котором собраны 10 инструментальных пьес в исполнении трио «Мазл Тов» из Екатеринбурга (обладатели первой премии международного конкурса на лучшее исполнение еврейской музыки в рамках фестиваля имени Соломона Михоэлса в Москве). Весной 2001 года Фельцмана пригласили в Нью-Йорк на открытие выставки русской коллекции картин Марка Шагала, где он дарил свой диск почетным гостям выставки. 
В 2006 году в Москве в ГЦКЗ «Россия» состоялся концерт к 85-летию Оскара Фельцмана.
В 2007 году был снят документальный фильм «Оскар Фельцман. Песня длиной в жизнь».
В 2009 году был снят документальный фильм «Оскар Фельцман. Лёгкая мелодия жизни».
Жил в Москве по адресу: Москва, Газетный пер., 13, доме который в народе назвали «Домом 100 роялей», и где разместился «Московский дом композиторов».
3 февраля 2013 года в 02:45 Оскар Фельцман скончался на 92-м году жизни от сердечной недостаточности в ЦКБ имени Семашко. Прощание состоялось в Доме Союза композиторов России. Похоронен 6 февраля 2013 года на Новодевичьем кладбище.

## Семья
- Сын — известный американский пианист Владимир Фельцман.
- Внук — Даниил Фельцман. С 2010 года живёт в Москве. Работает в компаниях по производству химии для аэропортов, занимается управлением недвижимостью.
- Жена — Евгения Кайдановская (1920-2000).
- Гражданская жена — Нина Васильевна Каранова.

## Сочинения

### Музыкальные спектакли (оперетты)
- Тётка Чарлея (1973)
- Старые дома (Всё начинается с любви) (1973)
- Пусть гитара играет (1974)

### Музыка к фильмам
- Матрос с «Кометы» (1958)
- Я вам пишу... (1959)
- Бессонная ночь (1960)
- Люди, как реки (1968)
- И на Тихом океане... (1973)
- Это сильнее меня (1973)
- Наследство (1984)

### Музыка к мультфильмам
- Люди и двери (киножурнал «Фитиль» № 70) (1968)
- Время, назад! (киножурнал «Фитиль» № 83) (1969)
- Безответственный ответственный (киножурнал «Фитиль» № 100) (1970)
- Сук (киножурнал «Фитиль» № 103) (1970)
- Как ослик счастье искал (1971)
- Из-за царапины (киножурнал «Фитиль» № 115) (1971)
- Новогодняя сказка (1972)
- Куда летишь, Витар? (1972)
- Волшебные фонарики (1973)
- В гостях у гномов (1975)

### Избранные песни
- «А любовь, как песня» (сл. Владимира Харитонова) — исп. Майя Кристалинская
- «А я говорю» (сл. Игоря Шаферана) — исп. Мария Пахоменко
- «Баллада о красках» (сл. Роберта Рождественского) — исп. Мария Кодряну, Иосиф Кобзон, Ольга Воронец, Муслим Магомаев
- «Белый свет» («На тебе сошёлся клином белый свет…») (сл. Игоря Шаферана и Михаила Танича) — исп. Эдита Пьеха и ансамбль «Дружба», Иосиф Кобзон, Фрида Боккара, Капиталина Лазаренко, Ольга Воронец, Ирина Аллегрова, Янка Дягилева
- «Бюро погоды» (сл. Наума Олева) — исп. Николай Караченцов
- «В синем омуте» (сл. Марка Лисянского) — исп. ВИА «Весёлые ребята»
- «Венок Дуная» (сл. Евгения Долматовского) — исп. Эдита Пьеха и ансамбль «Дружба»
- «Взрослые дочери» (сл. Н. Доризо) — исп. Майя Кристалинская
- «Где ты время находишь?» (сл. Михаила Рябинина) — исп. Михаил Боярский
- «Есть глаза у цветов» (сл. Расула Гамзатова в переводе Наума Гребнева) — исп. группа Стаса Намина («Цветы»)
- «Ёлочка-ёлка» (сл. Игоря Шаферана) — исполняет Зоя Харабадзе (из мультфильма «Новогодняя сказка»)
- «За полчаса до весны» (сл. Наума Олева) — исп. ВИА «Песняры», солист — Владимир Мулявин
- Здравствуй, сынок (сл. Михаила Рябинина)— исп. Валентина Толкунова, лауреат Песни-91
- «Колыбельная» (сл. Расула Гамзатова) — исп. группа Стаса Намина («Цветы»)
- «Ландыши» (сл. Ольги Фадеевой) — исп. Гелена Великанова, Нина Дорда
- «Любовь» (сл. Расула Гамзатова в переводе Роберта Рождественского) — исп. Сергей Захаров
- «Манжерок» (сл. Наума Олева) — исп. Эдита Пьеха
- «Мама» (сл. Юрия Гарина) — исп. гр. «Любэ»
- «Мой Вася» (сл. Георгия Ходосова) — исп. Нина Дорда, Тамара Кравцова
- «Ничего не вижу» (сл. Льва Ошанина) — исп. Эдита Пьеха, Ирина Бржевская, Вероника Круглова
- «Огромное небо» (сл. Роберта Рождественского) — исп. Эдита Пьеха, Марк Бернес, Муслим Магомаев, Эдуард Хиль
- «Остров детства» (сл. Михаила Рябинина) — исп. Михаил Боярский
- «Песенка моего друга» (сл. Льва Ошанина) — исп. Марк Бернес
- «Песенка о старости» (сл. Роберта Рождественского) — исп. Леонид Утёсов
- «Поверь в себя!» (сл. Натальи Шемятенковой) — исп. Михаил Боярский
- «Позапрошлая песня» («Это было, было, было...») (сл. Роберта Рождественского) — исп. Иосиф Кобзон
- «Посадите дерево» (сл. Симона Осиашвили) — исп. Михаил Боярский
- «Разве тот мужчина» (сл. Расула Гамзатова, в переводе Якова Козловского) — исп. Муслим Магомаев
- «Родные глаза» (сл. Ольги Фадеевой) — исп. Георг Отс
- «Родители наши» (сл. Юрия Гарина) — исп. Валентина Толкунова
- «Русское лото желает вам удачи» (слова — Владимира Дубровина) — исполняют сам автор и композитор, Лев Лещенко и Михаил Борисов
- «Только тебе» (сл. Роберта Рождественского) — исп. София Ротару
- «С добрым утром» (сл. Ольги Фадеевой) — исп. Марк Бернес
- «Сезон дождей» (сл. Наума Олева) — исп. Роксана Бабаян
- «Снежана» (В. Соколов) — исп. Ирма Сохадзе и Анна Герман
- «Старый Дюма» (сл. Михаила Рябинина) — исп. Михаил Боярский
- «Теплоход» (сл. Виктора Драгунского и Людмилы Давидович) — исп. Леонид Утёсов
- «Ходит песенка по кругу» (сл. Игоря Шаферана и Михаила Танича) — исп. Эдуард Хиль, Нина Дорда
- «Четырнадцать минут до старта» («Я верю, друзья») (сл. Владимира Войновича) — исп. Владимир Трошин, Георг Отс
- «Чёрное море мое…» из кинофильма «Матрос с „Кометы“» (сл. Михаила Матусовского) — исп. Глеб Романов, Георг Отс, Михаил Чуев
- «Чужие вы и я» (сл. Лилианы Воронцовой) — исп. Галина Беседина и Сергей Тараненко
- «Эй, рулатэ» (сл. Владимира Войновича) — исп. Гелена Великанова
- «Это мы» (сл. Расула Гамзатова) — исп. Николай Соловьёв
- «Я - любовь» (сл. Михаила Рябинина) — исп. Ирина Понаровская
- «Я сегодня весна» (сл. Владимира Харитонова) — исп. Людмила Сенчина
- «Я эту истину приемлю» (сл. Роберта Рождественского) — исп. Иосиф Кобзон

В 1992 году Олег Нестеров со своей группой «Мегаполис» записал кавер-версию песни «Ландыши» с новым текстом на немецком языке, получившую название «Karl-Marx-Stadt». Созданная специально для готовившихся гастролей в Германии, эта версия стала весьма популярной и на родине.

## Награды и звания
Почётные звания:
- почётное звание «Заслуженный деятель искусств Чечено-Ингушской АССР»
- почётное звание «Заслуженный деятель искусств РСФСР» (10 апреля 1972 года) — за заслуги в области советского музыкального искусства[8]
- почётное звание «Народный артист Дагестанской АССР» (1979 год)
- почётное звание «Народный артист РСФСР» (4 сентября 1989 года) — за большие заслуги в области советского искусства[9]

Также имеет следующие награды:
- Орден «За заслуги перед Отечеством» II степени (14 февраля 2011 года) — за выдающийся вклад в развитие отечественного музыкального искусства и многолетнюю творческую деятельность[10]
- Орден «За заслуги перед Отечеством» III степени (7 февраля 2006 года) — за большой вклад в развитие отечественной музыкальной культуры и многолетнюю творческую деятельность[11]
- Орден «За заслуги перед Отечеством» IV степени (19 февраля 2001 года) — за большой вклад в развитие музыкального искусства[12]
- Орден Дружбы (14 февраля 1996 года) — за большой личный вклад в развитие отечественного искусства[13]
- Премия «Человек года» в номинации «Человек-легенда» — за выдающийся вклад в культуру России (2004 год)[14].
- Памятный знак на «Площади звезд» (5 марта 1999 года)[15]

## Посвящения
- Поэт-песенник Юрий Гарин посвятил Оскару Фельцману песню «Оскар Борисович» (муз. Алекса Ческиса). Песня была исполнена самим Гариным на концерте, посвящённом юбилею Фельцмана[16].